# Bow Wow (groupe)
Pour les articles homonymes, voir Bow Wow (homonymie).
Bow Wow est un groupe de hard rock et heavy metal japonais.

## Biographie

### Bow Wow (1975–1983)
Le groupe Bow Wow est formé en 1975, composé du guitariste et chanteur Kyōji Yamamoto, du guitariste et chanteur Mitsuhiro Saito, du batteur Toshihiro Niimi, et du bassiste Kenji Sano. Le groupe sort de nombreux albums, et interprète en 1980 la chanson Soldier in the Space, générique de la série télévisée Bomber X. À leurs débuts, ils signent avec Victor Entertainment et publient leur premier album éponyme un an plus tard. En 1977, ils jouent pour Aerosmith et Kiss à leurs tournées japonaises, et publient deux nouveaux albums. Leurs quelques albums sont mal accueillis par la presse spécialisée et fans qui regrettent notamment la faible qualité de production.
Cependant, voyant le talent du groupe, Touru Yazawa s'occupera de la production (il a produit Alice, un groupe de folk rock reconnu au Japon). Ils publient leur album Hard Dog en 1981. En 1982, Bow Wow joue au Montreux Jazz Festival en Suisse puis au Reading Festival en Angleterre. Ils publient aussi Warning from Stardust, que Daisuke Kawasaki, rédacteur chez Rolling Stone Japon, classe 23e en 2007 dans la liste des « 100 meilleurs albums rock japoanis de tous les temps ». L'année suivante, ils tournent avec Hanoi Rocks au Royaume-Uni, et jouent leur dernier concert au Nakano Sun Plaza. Le guitariste Mitsuhiro Saito part en novembre 1983 pour rejoindre le groupe ARB.

### Vow Wow (1984–1990)
Mitsuhiro Saito quitte le groupe en 1984, et est remplacé par le chanteur Genki Hitomi qui chantera seul désormais tous les titres ; le groupe est alors renommé Vow Wow, et change de style musical, avec notamment l'adjonction d'un claviériste, Rei Atsumi. Le groupe s'installe à Londres, en Angleterre, en 1987 pour tenter de percer à l'étranger, sans son bassiste resté au Japon, et s'adjoint les services du bassiste britannique Neil Murray, qui écrira les textes désormais en anglais.
Ils enregistrent l'album V avec le producteur Kit Woolven (Thin Lizzy, David Bowie) et coproduit avec John Wetton pour le single Don't Leave Me Now. Tommy Vance leur demandera des jingles pour son émission de radio, le Friday Rock Show. Après un autre album, ils enregistrent le thème hard rock classique Rock Me Now, et reviennent au Japon pour une tournée nationale. Le groupe enregistre Helter Skelter en 1989, qui est produit par Tony Taverner (Gipsy Kings, Black Sabbath).
Les producteurs Nick Griffiths (Queen, Paul McCartney) et Bob Ezrin (Kiss, Pink Floyd) demandent à enregistrer un album avec Vow Wow. Ils se regroupent donc sans Neil qui enregistrait avec Black Sabbath, et recrutent le bassiste Mark Gould pour leur dernier album, Mountain Top. Vow Wow se sépare le 28 mai 1990 après un concert au Nippon Budokan. Genki devient professeur d'anglais au lycée, et les autres membres continuent dans la musique chacun de leur côté, Kyoji formant le groupe Wild Flag en 1991.

### Retour et réunion (depuis 1995)
Kyōji Yamamoto reforme seul le groupe en 1995, sous son nom original Bow Wow, s'entourant de nouveaux musiciens et d'un autre chanteur. Il les remercie en 1998 pour accueillir deux membres de la formation originale, Mitsuhiro Saito et le batteur Toshihiro Niimi, reprenant le chant avec Saito ; seul manque le bassiste original Kenji Sano, remplacé par un bassiste de support.

## Membres

### Membres actuels
- Kyoji Yamamoto (山本恭司?) – chant (1975–1983, depuis 1998), guitare (1975–1990, depuis 1995)
- Mitsuhiro Saito (斉藤光浩?) – guitare, chant (1975–1983, depuis 1998)
- Toshihiro Niimi (新美俊宏?) – batterie (1975–1990, depuis 1998)
- Daisuke Kitsuwa – basse (depuis 1998)

### Anciens membres
- Kenji Sano (佐野賢二?) – basse (1975–1987)
- Genki Hitomi (人見元基?) – chant (1984–1990, 2009, 2010)
- Rei Atsumi (厚見玲衣?) – claviers (1984–1990, 2009, 2010)
- Neil Murray – basse (1987–1990)
- Mark Gould – basse (1990)
- Tetsuya Horie (堀江哲也?) – chant (1995–1997)
- Hiroshi Yaegashi (八重樫浩士?) – guitare (1995–1997)
- Shotaro Mitsuzono (満園庄太郎?) – basse (1995–1997)
- Eiji Mitsuzono (満園英二?) – batterie (1995–1997)

## Discographie

### Albums studio
Bow Wow
- Bow Wow (1976)
- Signal Fire (1977)
- Charge (1977)
- Guarantee (1978)
- Glorious Road (1980)
- Telephone (1980)
- Hard Dog (1981)
- Asian Volcano (1982)
- Warning from Stardust (1982)

Vow Wow
- Beat of Metal Motion (1984)
- Cyclone (1985)
- III (1986)
- V (1987)
- Vibe (1988)
- Helter Skelter (1989)
- Mountain Top (1990)

### EP
Vow Wow
- Don't Leave Me Now (1987)
- Revive (1987)
- Rock Me Now (1988)
- I Feel the Power (1989)

### Albums live
Bow Wow
- Super Live (1978)
- Holy Expedition (1983)
- Live Explosion 1999 (1999)
- Super Live 2004 (2005)

Vow Wow
- Hard Rock Night (1986)
- Vow Wow Live (1986)
- Majestic Night (1989)

### Compilations
Bow Wow
- The Bow Wow (1979)
- Locus 1976-1983 (1986)

Vow Wow
- Shockwaves (1986)
- Vow Wow (1988)
- Legacy (1990)
- Best Now (1992)
- Twin Best (1996)
- Super Best ~Rock Me Forever~ (2006)
- The Vox (2007, 8CD+DVD)

### Bande originale
- Kumikyoku X Bomber (組曲Xボンバー) (1980, pour la série télévisée Bomber X)

### Singles
Bow Wow
- Volume On (1976)
- Still (1977)
- Sabishii Yuugi (1978)
- Hoshii no wa Omae Dake (1979)
- Wasurekaketeta Love Song  (1980)
- Rainy Train (1980)
- Keep on Rockin' (1980)
- Soldier in the Space (1980)
- Gonna be Alright (1981)
- Take Me Away (1982)
- Forever (1983)
- You're Mine (1983)

Vow Wow
- Beat of Metal Motion (1984)
- U.S.A. (1985)
- Don't Leave Me Now (1987)
- Rock Me Now (1988)
- Cry No More (1988)
- Don't Tell Me Lies (1988)
- Helter Skelter (1989) (reprise des Beatles)
- I Feel the Power (1989)
- Tell Me (1990)

### Vidéos
Les VHS sont ré-éditées en DVD le 14 juin 2006.
Vow Wow
- Visions (1985, VHS)
- Live (1986, VHS)
- Live in the U.K. (1989, VHS)
- Japan Live 1990 at Budokan (1990, VHS)

Bow Wow
- The Live Empire (2003)
- Live Explosion 1999 (2003)
- 2003.3.22 Live (2003)
- Rock to the Future 2002 Bow Wow vs XYZ→A (2003)
- Super Live 2004 (2005)
- Super Live 2005 (2006)
- Super Live 2006 (2007)
- Super Live 2007 (2008)
- Super Live 2009 (2010)